# Будюмкан (річка)
Будюмкан — річка в Забайкальському краї Росії, ліва притока Аргуні.
Бере початок на північно-західному схилі Урюмканського хребта. Довжина річки становить 91 км. Урюмкан тече частиною в гористих, покритих лісом берегах, частиною по степовій рівнині.
На лівому березі річки знаходиться село Газимуро-Заводського району Будюмкан.